# La isla desierta
La isla desierta es una obra dramática escrita por el autor argentino Roberto Arlt, estrenada por el Teatro del Pueblo de Buenos Aires, el 30 de diciembre de 1937. Es una breve pieza definida por el autor como una «burlería en un acto».

## Argumento
La acción se centra en una oficina portuaria, en la que los oficinistas, agobiados por la labor rutinaria que desempeñan desde hace años, comienzan a soñar con un futuro viaje a una isla desierta, donde creen que podrán liberarse de todas las penurias que sufren debido a su vida monótona de ciudad. Aparece un mulato, el cadete de la oficina, y les cuenta de los lugares ensoñadores que recorrió por el mundo y que logró conocer un lugar ideal que es la antítesis del mundo repetitivo de la ciudad. El entusiasmo por el viaje va creciendo poco a poco hasta llegar a un clima de furor, donde los oficinistas pierden noción de que están aún en la oficina y comienzan a danzar tribalmente. Toda la ensoñación es interrumpida por la aparición del jefe y del director en la oficina, quienes deciden echarlos a todos.
La temática de la obra es la de «los sueños desatados». Frente a un espacio opresor, que ha ido consumiendo a los hombres de la oficina, surge la necesidad de rebelarse y de buscar un lugar donde no haya jueces, ni cobradores de impuestos, ni divorcios, ni guardianes de plaza. Hay una búsqueda desesperada de libertad. Pero el sueño tiene un brusco despertar, marcado por la entrada del jefe y el director, que impiden la posibilidad de romper las estructuras establecidas.

## Personajes
- El Jefe
- Empleada 1°
- Director
- Empleado 1º
- Tenedor de libros
- Cipriano(Mulato)
- María